# (7496) Miroslavholub
(7496) Miroslavholub (1995 WN6) – planetoida z pasa głównego asteroid okrążająca Słońce w ciągu 5,46 lat w średniej odległości 3,1 j.a. Odkryta 27 listopada 1995 roku.